# Кубок володарів кубків 1997—1998
Кубок володарів кубків 1997—1998 — 38-й сезон Кубка володарів кубків УЄФА, європейського клубного турніру для переможців національних кубків. 
Переможцем турніру став лондонський «Челсі», який переміг у фіналі «Штутгарт».

## Учасники
| №п/п | Клуб                  | Турнір                                     |
| ---- | --------------------- | ------------------------------------------ |
| 1    | «Віченца»             | Володар Кубка Італії 1996—1997             |
| 2    | «Реал Бетіс»          | Фіналіст Кубка Іспанії 1996—1997           |
| 3    | «Ніцца»               | Володар Кубка Франції 1996—1997            |
| 4    | «Штутгарт»            | Володар Кубка Німеччини 1996—1997          |
| 5    | «Рода»                | Володар Кубка Нідерландів 1996—1997        |
| 6    | «Боавішта»            | Володар Кубка Португалії 1996—1997         |
| 7    | «Челсі»               | Володар Кубка Англії 1996—1997             |
| 8    | «Коджаеліспор»        | Володар Кубка Туреччини 1996—1997          |
| 9    | АЕК                   | Володар Кубка Греції 1996—1997             |
| 10   | «Штурм»               | Володар Кубка Австрії 1996—1997            |
| 11   | «Локомотив» (Москва)  | Володар Кубка Росії 1996—1997              |
| 12   | «Жерміналь Екерен»    | Володар Кубка Бельгії 1996—1997            |
| 13   | «Копенгаген»          | Володар Кубка Данії 1996—1997              |
| 14   | АІК                   | Володар Кубка Швеції 1996—1997             |
| 15   | «Тромсе»              | Володар Кубка Норвегії 1996                |
| 16   | «Славія»              | Володар Кубка Чехії 1996—1997              |
| 17   | «Люцерн»              | Фіналіст Кубка Швейцарії 1996—1997         |
| 18   | «Легія»               | Володар Кубка Польщі 1996—1997             |
| 19   | «Кілмарнок»           | Володар Кубка Шотландії 1996—1997          |
| 20   | «Прогресул»           | Фіналіст Кубка Румунії 1996—1997           |
| 21   | «Загреб»              | Фіналіст Кубка Хорватії 1996—1997          |
| 22   | «Шахтар»              | Володар Кубка України 1996—1997            |
| 23   | АПОЕЛ                 | Володар Кубка Кіпру 1996—1997              |
| 24   | «Хапоель» (Беер-Шева) | Володар Кубка Ізраїлю 1996—1997            |
| 25   | БВСК                  | Фіналіст Кубка Угорщини 1996—1997          |
| 26   | «Динамо» (Батумі)     | Фіналіст Кубка Грузії 1996—1997            |
| 27   | «Слован»              | Володар Кубка Словаччини 1996—1997         |
| 28   | «Дінабург»            | Фіналіст Кубка Латвії 1997                 |
| 29   | «Примор'є»            | Фіналіст Кубка Словенії 1996—1997          |
| 30   | ГІК                   | Володар Кубка Фінляндії 1996               |
| 31   | «Білшина»             | Володар Кубка Білорусі 1996—1997           |
| 32   | «Вестманнаейя»        | Фіналіст Кубка Ісландії 1996               |
| 33   | «Левські»             | Фіналіст Кубка Болгарії 1996—1997          |
| 34   | «Слога Югомагнат»     | Фіналіст Кубка Македонії 1996—1997         |
| 35   | «Жальгіріс»           | Володар Кубка Литви 1996—1997              |
| 36   | «Зімбру»              | Володар Кубка Молдови 1996—1997            |
| 37   | «Гленавон»            | Володар Кубка Північної Ірландії 1996—1997 |
| 38   | «Бальцерс»            | Володар Кубка Ліхтенштейну 1996—1997       |
| 39   | «Кумбран Таун»        | Фіналіст Кубка Уельсу 1996—1997            |
| 40   | «Црвена Звезда»       | Володар Кубка Югославії 1996—1997          |
| 41   | «Таллінна Садам»      | Володар Кубка Естонії 1996—1997            |
| 42   | «Гіберніанс»          | Фіналіст Кубка Мальти 1996—1997            |
| 43   | «Шелбурн»             | Володар Кубка Ірландії 1996—1997           |
| 44   | «Арарат»              | Володар Кубка Вірменії 1996—1997           |
| 45   | «Уніон»               | Фіналіст Кубка Люксембургу 1996—1997       |
| 46   | «ГБ Торсгавн»         | Фіналіст Кубка Фарерських островів 1996    |
| 47   | «Кяпаз»               | Володар Кубка Азербайджану 1996—1997       |

## Кваліфікаційний раунд
| Команда 1           | Заг. | Команда 2                 | 1-й матч | 2-й матч |
| ------------------- | ---- | ------------------------- | -------- | -------- |
| ГБ Торсгавн         | 1:7  | АПОЕЛ                     | 1:1      | 0:6      |
| Хіберніанс          | 0:4  | ІБВ                       | 0:1      | 0:3      |
| Гленавон            | 1:5  | Легія                     | 1:1      | 0:4      |
| Кумбран Таун        | 2:12 | Націонал (Бухарест)       | 2:5      | 0:7      |
| Жальгіріс (Вільнюс) | 1:2  | Хапоель Іроні (Беер-Шева) | 0:0      | 1:2 (дч) |
| Зімбру              | 1:4  | Шахтар (Донецьк)          | 1:1      | 0:3      |
| Дінабург            | 2:0  | Гянджа                    | 1:0      | 1:0      |
| Кілмарнок           | 3:2  | Шелбурн                   | 2:1      | 1:1      |
| ГІК                 | 1:3  | Црвена Звезда             | 1:0      | 0:3      |
| Слога Югомагнат     | 1:4  | Загреб                    | 1:2      | 0:2      |
| Бальцерс            | 1:5  | БВСК (Будапешт)           | 1:3      | 0:2      |
| Садам (Таллінн)     | 2:5  | Білшина                   | 1:1      | 1:4      |
| Примор'є            | 3:0  | Уніон (Люксембург)        | 2:0      | 1:0      |
| Левскі              | 2:3  | Слован (Братислава)       | 1:1      | 1:2      |
| Динамо (Батумі)     | 2:3  | Арарат (Єреван)           | 0:3      | 2:0      |

## Перший раунд
| Команда 1                 | Заг. | Команда 2           | 1-й матч | 2-й матч |
| ------------------------- | ---- | ------------------- | -------- | -------- |
| Коджаеліспор              | 3:0  | Націонал (Бухарест) | 2:0      | 1:0      |
| АПОЕЛ                     | 0:4  | Штурм (Грац)        | 0:1      | 0:3      |
| ІБВ                       | 2:5  | Штутгарт            | 1:3      | 1:2      |
| Боавішта                  | 3:4  | Шахтар (Донецьк)    | 2:3      | 1:1      |
| Жерміналь Беєрсхот        | 4:3  | Црвена Звезда       | 3:2      | 1:1      |
| АІК                       | 1:2  | Примор'є            | 0:1      | 1:1      |
| АЕК (Афіни)               | 9:2  | Дінабург            | 5:0      | 4:2      |
| Славія (Прага)            | 6:2  | Люцерн              | 4:2      | 2:0      |
| Хапоель Іроні (Беер-Шева) | 1:14 | Рода (Керкраде)     | 1:4      | 0:10     |
| Загреб                    | 5:6  | Тромсе              | 3:2      | 2:4      |
| Копенгаген                | 5:0  | Арарат (Єреван)     | 3:0      | 2:0      |
| Білшина                   | 1:5  | Локомотив (Москва)  | 1:2      | 0:3      |
| Челсі                     | 4:0  | Слован (Братислава) | 2:0      | 2:0      |
| Ніцца                     | 4:2  | Кілмарнок           | 3:1      | 1:1      |
| Реал Бетіс                | 4:0  | БВСК (Будапешт)     | 2:0      | 2:0      |
| Віченца                   | 3:1  | Легія               | 2:0      | 1:1      |

## Другий раунд
| Команда 1          | Заг.    | Команда 2       | 1-й матч | 2-й матч |
| ------------------ | ------- | --------------- | -------- | -------- |
| Тромсе             | 4:9     | Челсі           | 3:2      | 1:7      |
| Жерміналь Беєрсхот | 4:6     | Штутгарт        | 0:4      | 4:2      |
| Локомотив (Москва) | 2:1     | Коджаеліспор    | 2:1      | 0:0      |
| Шахтар (Донецьк)   | 2:5     | Віченца         | 1:3      | 1:2      |
| Реал Бетіс         | 3:1     | Копенгаген      | 2:0      | 1:1      |
| АЕК (Афіни)        | 2:1     | Штурм (Грац)    | 2:0      | 0:1      |
| Ніцца              | 3:3 (ч) | Славія (Прага)  | 2:2      | 1:1      |
| Примор'є           | 0:6     | Рода (Керкраде) | 0:2      | 0:4      |

## Чвертьфінали
| Команда 1       | Заг. | Команда 2          | 1-й матч | 2-й матч |
| --------------- | ---- | ------------------ | -------- | -------- |
| Рода (Керкраде) | 1:9  | Віченца            | 1:4      | 0:5      |
| Славія (Прага)  | 1:3  | Штутгарт           | 1:1      | 0:2      |
| АЕК (Афіни)     | 1:2  | Локомотив (Москва) | 0:0      | 1:2      |
| Реал Бетіс      | 2:5  | Челсі              | 1:2      | 1:3      |

## Півфінали
| Команда 1 | Заг. | Команда 2          | 1-й матч | 2-й матч |
| --------- | ---- | ------------------ | -------- | -------- |
| Челсі     | 3:2  | Віченца            | 0:1      | 3:1      |
| Штутгарт  | 3:1  | Локомотив (Москва) | 2:1      | 1:0      |

## Фінал
| 13 травня 1998 |

| Челсі     | 1:0      | Штутгарт |
| --------- | -------- | -------- |
| Дзола 71' | Протокол |          |

| Росунда, Стокгольм Глядачів: 30 216 Арбітр: Стефано Браскі |

| Володар Кубка володарів кубків 1997—1998 |
| ---------------------------------------- |
| Англія                                   |
| «Челсі» Лондон 2-й титул                 |